# Sinfonía n.º 20 (Mozart)

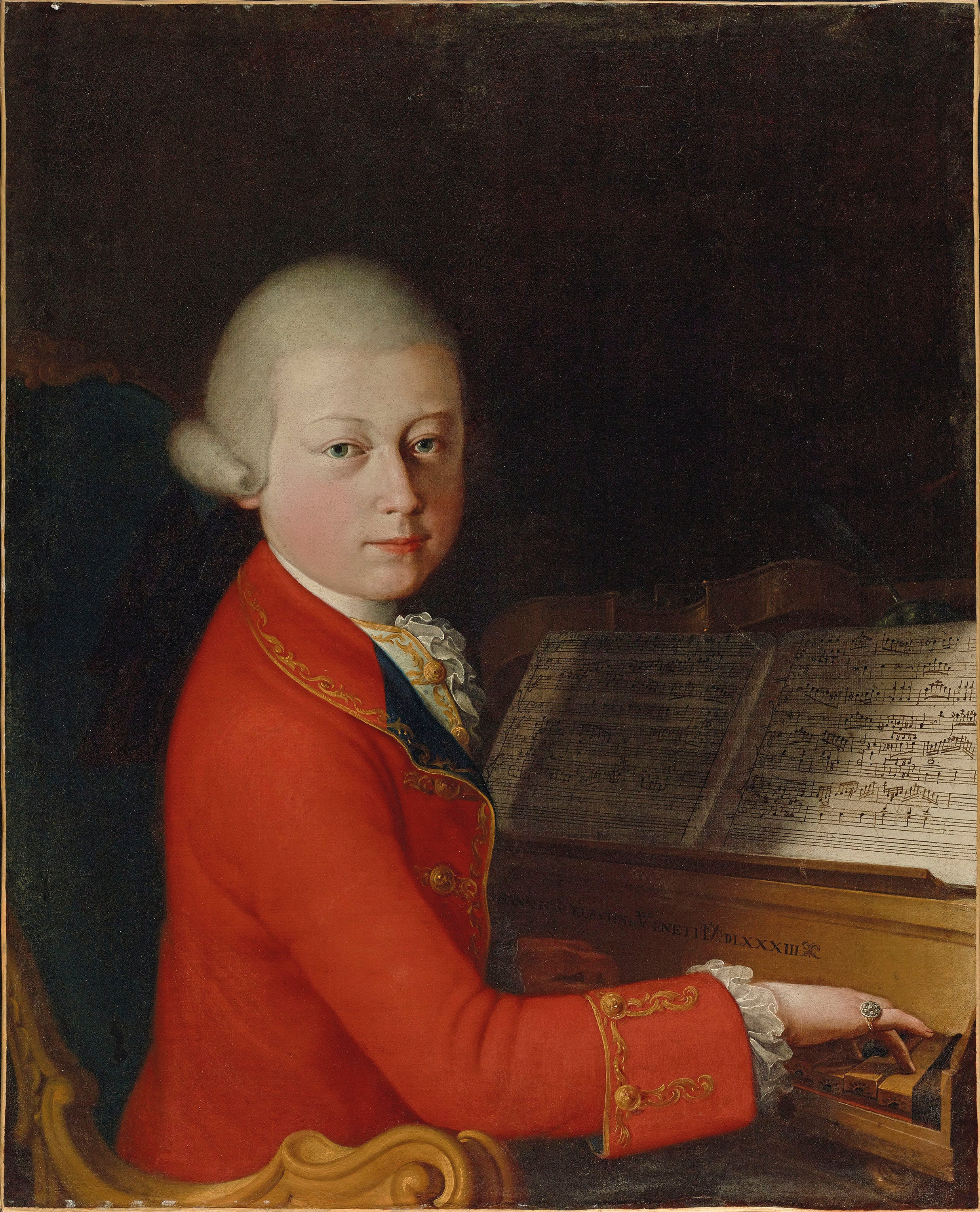
Mozart en 1770.

La Sinfonía n.º 20 en re mayor, K. 133 fue compuesta por Wolfgang Amadeus Mozart en julio de 1772, cuando tenía dieciséis años.

## Historia

### Contexto

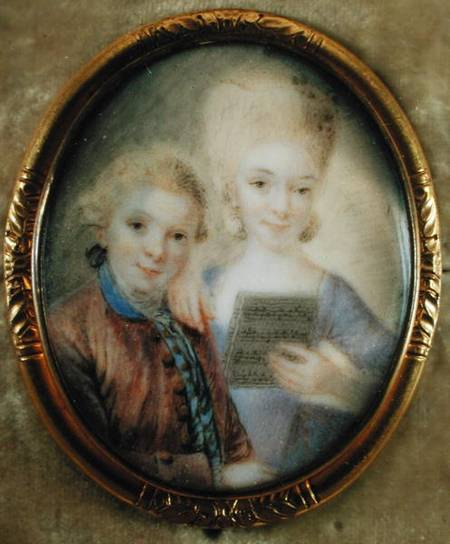
Wolfgang y Nannerl hacia 1763.

La carrera de Mozart como sinfonista había empezado en Londres durante el gran viaje de la familia Mozart por Europa entre junio de 1763 y noviembre de 1766. El padre Leopold Mozart planeó la gira para exhibir a sus prodigiosos hijos, Wolfgang y Nannerl en las principales cortes europeas. En ese tiempo Wolfgang compuso sus primeras obras del género, que tenían una deuda sustancial con las sinfonías de estilo galante italianizante en tres movimientos de Carl Friedrich Abel y Johann Christian Bach; también escuchó las sinfonías de compositores relevantes como Thomas Arne, William Boyce y Giuseppe Sammartini. Posteriormente Leopold y sus hijos pasaron en Viena varios meses de 1768 durante los cuales el joven maestro hizo un esfuerzo consciente por adaptar su estilo sinfónico a los gustos del público vienés, adoptando entre otras cosas la estructura en cuatro movimientos. Una afortunada consecuencia de los largos viajes del compositor en ciernes fue el contacto que le proporcionaron con una generosa muestra representativa de las tradiciones musicales europeas: alemana, británica, francesa e italiana.
El joven compositor y su padre realizaron tres viajes a Italia entre diciembre de 1769 y en mayo de 1773. En este periodo alternó sus visitas con estancias en Salzburgo durante las cuales creó la ópera Mitrídates, rey de Ponto, así como varias sinfonías con apreciable influencia del gusto italiano por la ópera bufa. En 1772 y 1773 el maestro austríaco vivió una etapa de entusiasmo por la escritura sinfónica, produciendo cada año siete nuevas sinfonías (n.º 15 - n.º 27). Después redujo su actividad en este campo y en los dos años siguientes sólo aparecieron tres nuevas piezas del género (n.º 28, 29 y 30).

### Composición
La composición de esta obra se desarrolló en julio de 1772 en Salzburgo. Esta es una de las numerosas sinfonías creadas durante el periodo en el que Mozart permaneció en Salzburgo, poco después de sus viajes por Italia.

### Estreno y publicación
No se sabe con certeza la fecha y el lugar en que tuvo lugar el estreno de la sinfonía.
La primera edición fue llevada a cabo en 1880 por la editorial Breitkopf & Härtel en Leipzig, que publicó bajo la denominación Wolfgang Amadeus Mozarts Werke, Serie VIII, No. 20 tanto las partes como la partitura completa.

## Instrumentación
La partitura está escrita para una orquesta formada por:
- Viento madera: 1 flauta, 2 oboes y [1 fagot].
- Viento metal: 2 trompas en re y 2 trompetas en re.
- Teclado: [clavecín].
- Percusión: [timbales].
- Cuerda: una sección de cuerdas con 2 violines (primero y segundo), viola, violonchelo y contrabajo.

La orquestación resulta extravagante en comparación con otras sinfonías mozartianas de este período, al incluye trompetas. La tonalidad de re mayor, con frecuencia reservada a la música ceremonial, va bien por la presencia de estas trompetas. La flauta solo aparece en el segundo movimiento. En las orquestas de aquella época era una práctica común emplear el fagot y el clavecín, si estaban presentes en la orquesta, para reforzar la línea del bajo o bien como continuo, incluso sin notación separada. Lo mismo se aplica a los timbales, que a menudo se utilizaban en paralelo con las trompetas (si estaban presentes en la orquesta).

## Estructura y análisis
La sinfonía consta de cuatro movimientos:
- I. Allegro, en re mayor 4
4
- II. Andante, en la mayor 2
4
- III. Menuetto, en re mayor – Trio, en sol mayor 3
4
- IV. Allegro, en re mayor 12
8

La interpretación de esta obra dura aproximadamente entre 20 y 25 minutos. Es una de las mejores sinfonías de la época, con melodías especialmente bellas. También es más amplia en su concepción, pues dura algo más de veinte minutos. Mozart incluso arregla una de las melodías principales del movimiento inicial para que se pueda tocar incluso con los instrumentos sin válvulas de entonces. Aprovecha la presencia de trompas y trompetas para escribir varios intercambios de fanfarrias entre ellas.

### I.Allegro
El primer movimiento, Allegro, está escrito en la tonalidad de re mayor, en compás de 4/4 y sigue la forma sonata. La estructura cuenta con la notable variación de que la recapitulación es exactamente idéntica a la exposición. Es decir, la recapitulación comienza con el segundo tema, y Mozart espera hasta el verdadero final para desvelar el regreso al primer tema. Así lleva el tema en primer lugar a los violines, que lo conducen suavemente hasta que lo repiten de nuevo los violines pero en esta ocasión doblado por las trompetas.

### II.Andante
El segundo movimiento, Andante, está en la mayor, en compás de 2/4 y responde a una forma binaria con repeticiones. El movimiento lento empieza como una pieza de tipo serenata, pero luego la textura se vuelve más concertante. Los violines permanecen en silencio, ya que está compuesto para las cuerdas y una flauta. La flauta dobla la melodía del primer violín a intervalo de octava por encima de este y la parte del bajo está interpretada con notas en pizzicato, que aluden al sonido de la guitarra del serenatero. Estos elementos, en combinación, confieren al movimiento una textura delicada. Al igual que en el Allegro inicial, el material de cierre juega un papel esencial en la estructura. Se incluye otra coda al margen de la estructura para lograr un cierre más satisfactorio. La coloración de la flauta junto con las cuerdas con sordino evoca los campos elíseos de la versión francesa del Orfeo de Gluck.

### III.Menuetto – Trio
El tercer movimiento, Menuetto – Trio, está en re mayor que en el trío pasa a sol mayor y el compás es 3/4. El minueto comienza de manera audaz y tiene un carácter confiado. El trío o sección central se caracteriza por un ambiente nocturno y está más subdividido. Fue escrito en principio para cuerdas con un fragmento de oboe.

### IV.Allegro
El cuarto y último movimiento, Allegro, retoma la tonalidad inicial y el compás es 12/8. El Finale es una larga danza con ritmo de giga y en forma sonata-allegro. Aunque Mozart no indicó en la partitura el tempo del cuarto movimiento, el carácter de la pieza y la estructura sinfónica típica hacen pensar que probablemente la intención del compositor es que sea interpretado en tempo Allegro.